# Mats Lodén
Mats Lodén, född 12 oktober 1951 i Stockholm, är en skulptör som bland annat har arbetat med offentlig konst. Mats Lodén är dotterson till Kalle Lodén.[källa behövs]

## Verk i urval

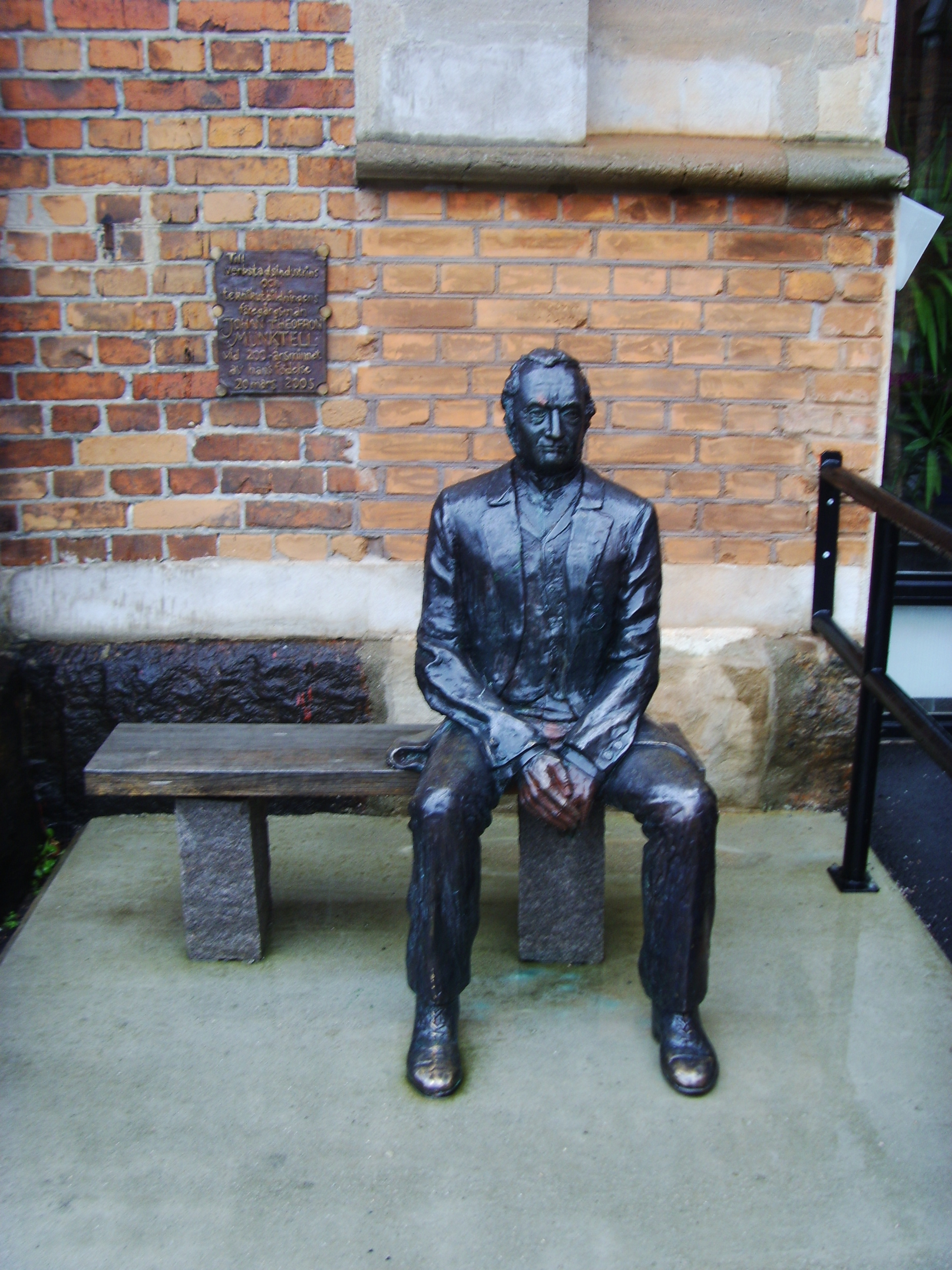
Theofron Munktell, Eskilstuna.
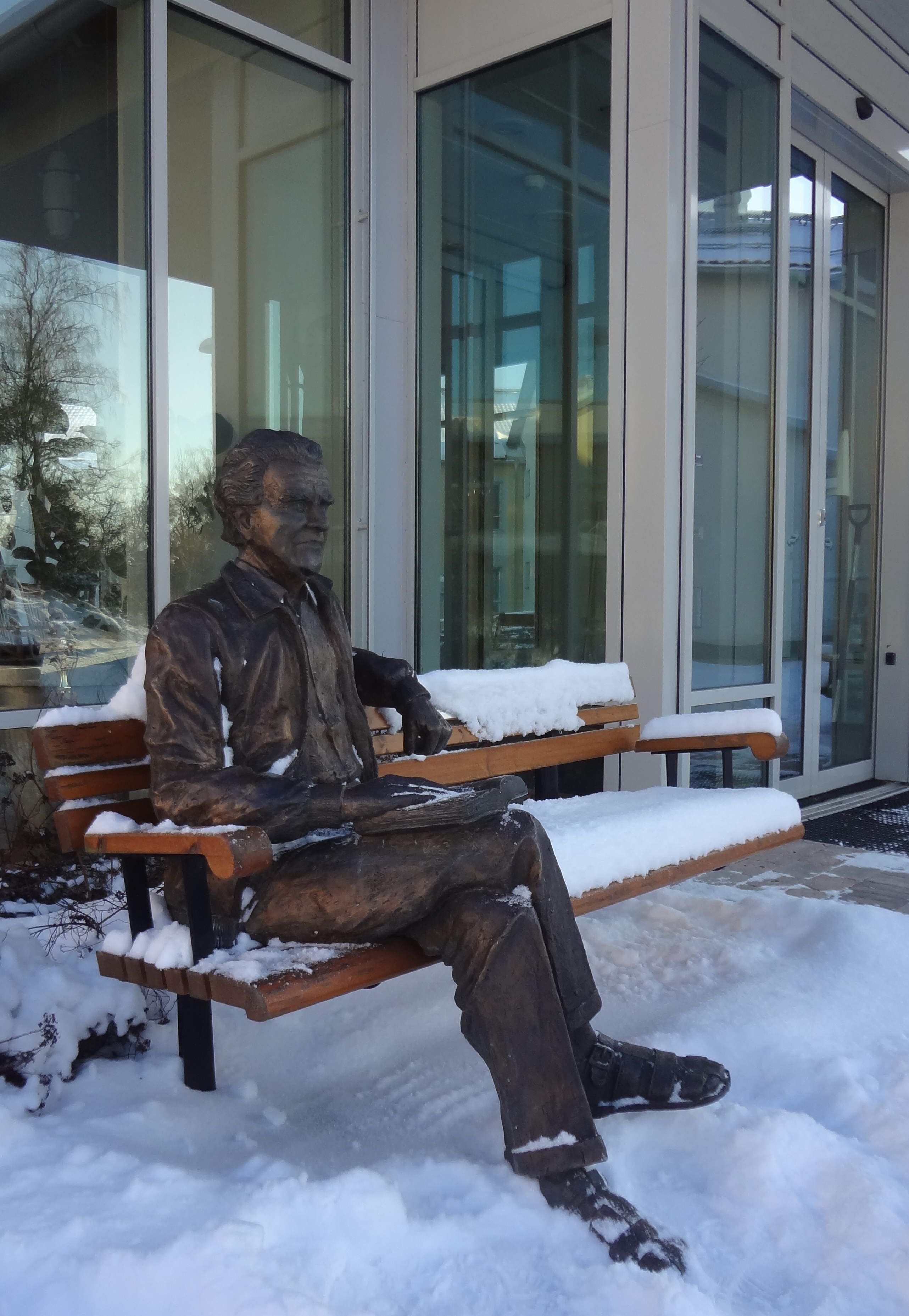
Svante Lundkvist, Eskilstuna.
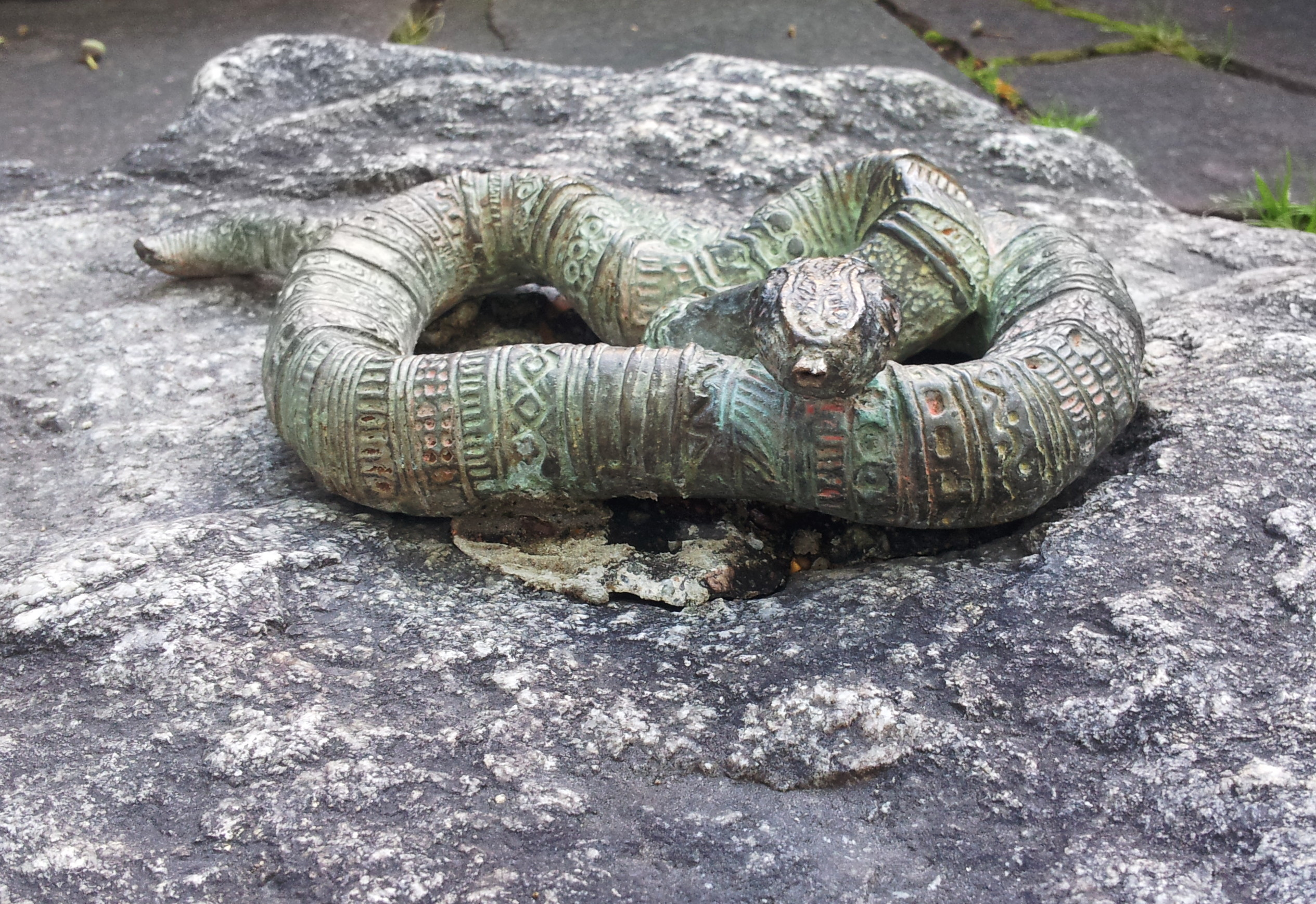
Midgårdsormen II, Glasbrukstäppan, Stockholm.